# David Gilliland
David Gilliland (Riverside, Kalifornia, 1976. április 1. –) amerikai NASCAR autóversenyző. Jelenleg a 84-es rajtszámú Chevy-t részszezonos szerződéssel vezeti a Clay Andrews Racing-nél a NASCAR Busch Szériában. A napokban jelentették be, hogy Gilliland indulhat majd a 72-es CJM Racing Dodge-dzsal a Nextel Cup Series versenyen az Infineon Raceway-en 2006. június 25-én. Édesapja Butch Gilliland, a volt Cup szériás autóversenyző. David a volt Cup versenyző, Jerry Nadeau tanítványa.

## Karrier a NASCAR előtt
1996-ban kezdett dolgozni apja Winston West Series csapatában. 1999-re David már magáénak tudhatta a Perris Speedway pályabajnoki címét. A következő évben elindulhatott már néhány alkalommal Winston West Series-ben (ma NASCAR Grand National, West Series néven ismerjük ezt a sorozatot).
2003-ban Gilliland 5-ször diadalmaskodott a NASCAR Featherlite Southwest Tour Series-ben a 11-es Centrifugal Technologies Fordban. Az évadot öt top5-tel és nyolc top10-zel zárta, amely a 6. helyhez volt elegendő a bajnoki táblázaton.
2004-ben Gilliland bejelentette, hogy teljes szezont tervez a Southwest Sorozat NASCAR AutoZone Elite Divíziójában az MRG Motorsports színeiben a 88-as számú Chevrolet-vel és emellett az összes lehetséges NASCAR Grand National Divíziós versenyen is indulni szeretne a West Series-ben, amely nem keresztezi a másik sorozat dátumát. Az első NASCAR Grand National Division győzelmét a kaliforniai Bakersfieldben található Mesa Marin Raceway-en szerezte, amelyet hazai pályának tekint. Ő lett az "év újonca" (Rookie of the Year) a szériában. A NASCAR AutoZone Elite Divízióban is kétszer hazavihette a kockás zászlót.

## NASCAR (nemzeti) karrier

### 2005
Gilliland 2005 derekán aláírt a Clay Andrews Racing-hez, amelyben sokan kételkedtek, mert nem érezték a csapatot elég jónak ahhoz, hogy helytálljon az erős Busch Szériában. Ebben az évben Gilliland már kapott néhány lehetőséget, hogy bizonyítsa képességeit.
David Gilliland a Phoenix International Raceway-en debütált a NASCAR második számú szériájában, ahol a 28. helyre kvalifikált. Egy baleset miatt az utolsó, 43. pozíciót szerezte csak meg. Később Gilliland újra elindult a másik Phoenix-i versenyen ugyanebben az évben, de az eredmény hasonló lett: technikai okok miatt szintén a 43. helyen fejezte be a napot. Időközben a NASCAR Craftsman Truck Szériában is szerencsét próbált a 15-ös Billy Ballew Motorsports Chevy-vel a Las Vegas Motor Speedway-en, ahol a 22. helyen ért célba.

### 2006
Gilliland részszezont kezdett a 84-es Clay Andrews Chevy-vel 2006-ban és sok nézőben és veterán versenyzőben keltett jó benyomást a teljesítményével, még Darrell Waltrip, a legendás NASCAR bajnok is elismeréssel szólt róla. Gilliland legelső Busch Szériás győzelmét június 17-én érte el 73.000 néző előtt a Kentucky Speedway-en megrendezett Meijer 300-on a Hype Manufacturing Chevy-vel és ezzel Ő lett 2006. első olyan győztese ennek a szériának, aki nem a Nextel Cup sorozatban szerepel teljes szezonban (Buschwhackers). Eddig a napig egy 29. hely volt a legjobb eredménye Gilliland-nak a Busch Sorozatban, de 10 körrel a vége előtt előzte meg a 18-as rajtszámú J.J. Yeley-t és a kockás zászlóig nem engedte ki a kezéből a győzelmet. Az idény addigi 15 versenyét teljes szezonos Cup versenyzők nyerték meg a NASCAR második legnagyobb szériájában, de ez a sorozat megszakadt a 16. napon Gilliland jóvoltából. A FOX televíziós kommentátor és versenyző, Hermie Sadler ezt a győzelmet a "Legnagyobb meglepetésnek nevezte a Busch Széria történelmében".
(A Kentucky Speedway-en rendezett futamot Jeff Fuller brutális balesete homályosította be, akit helikopterrel kellett kórházba szállítani csukló és karserülés miatt).
Gilliland hamarosan kísérletet tehet első Cup szériás indulására Sonomában 2006. június 25-én.